# Lago Prespa
Os lagos Prespa (40° 54′ N, 21° 02′ L) são dois lagos divididos entre a Albânia (38,8 km²), a Grécia (84,8 km²) e a Macedónia do Norte (190 km²). Estão a uma altitude de 853 m.
O maior lago é dividido entre os três estados enquanto o menor apenas entre Grécia (43,5 km²) e Albânia (3,9 km²).

## Ligações externas

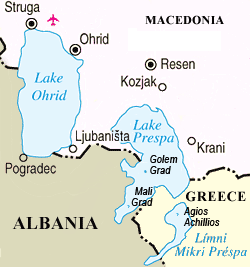
Mapa